# Catechetica in briciole
Catechetica in briciole è un saggio scritto da Albino Luciani, in seguito papa Giovanni Paolo I, nel 1949.
Con uno stile pacato ed elementare, l'allora sacerdote Luciani fornisce consigli su come a suo parere debbano tenersi le lezioni di catechesi, su come nel corso di esse ci si debba comportare, come ci si debba relazionare con chi apprende, come si debba preparare una lezione, eccetera.
Lo stile di scrittura della Catechetica può apparire a una prima lettura eccessivamente povero ed elementare; tuttavia, come anche in Illustrissimi, epistolario immaginario scritto dallo stesso autore, a un esame più attento si chiarisce come il tono di umiltà adottato sia in realtà dettato da una consapevole scelta letteraria, dovuta alla volontà di farsi capire da tutti, anche dai meno acuti e acculturati: grazie a documenti e discorsi di Luciani si evidenzia infatti un elevato grado di istruzione e consapevolezza del futuro pontefice.
Ancora oggi l'opera è letta e presa ad esempio come manuale nelle parrocchie per gestire incontri di catechismo.